# شوگو شیمادا (بازیکن فوتبال)
شوگو شیمادا (ژاپنی: 嶋田 正吾؛ زادهٔ ۱۳ نوامبر ۱۹۷۹) یک بازیکن فوتبال اهل ژاپن است.
از باشگاه‌هایی که در آن بازی کرده‌است می‌توان به باشگاه فوتبال گیفو اشاره کرد.